# Поліція Лос-Анджелеса
Поліція Лос-Анджелеса (англ. L.A.P.D.: To Protect and to Serve) — американський фільм 2001 року.

## Сюжет
Поліцейський новобранець Сем Стіл потрапляє в павутиння корупції, яке розрослося всередині поліцейського управління. Він спіймав на гарячому ветерана поліції Лос-Анджелеса лейтенанта Александера, який організовував грабежі та замовні вбивства. Заставши Александера і його спільників за пограбуванням складу, Стіл повинен швидко вирішити, що робити: удати, ніби нічого не помітив, або здати своїх товаришів по роботі, піддавши себе смертельній небезпеці.

## У ролях
| Актор          | Роль                |
| -------------- | ------------------- |
| Майкл Медсен   | лейтенант Александр |
| Марк Сінгер    | Сем Стіл            |
| Денніс Гоппер  | капітан Елсворт     |
| Вейн Кроуфорд  | сержант Секстрем    |
| Чарльз Дернінг | Стюарт Стіл         |
| Стів Бачич     | Річард Вейд         |
| Кіара Гантер   | Кімберлі            |
| Майкл Робердс  | Бад Меєрлінг        |
| Керолін Данн   | Гілліс              |
| Джон Новак     | Кірбі               |